# Províncies Centrals

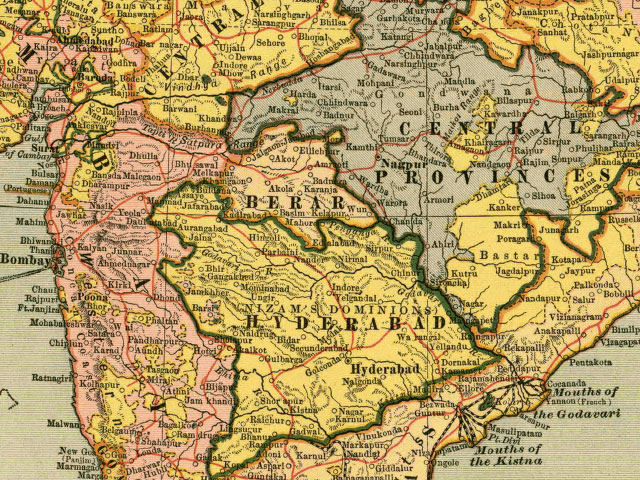
Mapa de les Províncies Centrals i Berar.

Províncies Centrals (Central Provinces) fou una divisió administrativa de l'Índia Britànica creada el 1861, sota administració d'un Comissionat en cap. La població el 1901 era d'11.873.029 habitants (el 1881 era d'11.548.511 habitants i el 1872 era de 9.223.534 habitants), i la superfície de 293.393 km².

## Història
S'han trobat una taula de pedra amb edictes d'Aśoka gravats a Rupnath a Jubbulpore, el que demostraria que l'autoritat del rei budista va arribar fins aquí. Inscripcions a Eran al districte de Saugor, dels segles IV i v, demostren que Eran formava part dels dominis dels guptes de Magadha. Se sap que després va passar al rei heftalita Toramana.
Per inscripcions trobades a Seoni i a les Coves d'Ajanta, s'ha establert que la dinastia Vakataka va dominar la plana de Satpura i la plana de Nagpur des del segle iii i la seva capital se suposa que fou Bhandak, a Chanda; una part de la plana de Nagpur incloent els futurs districtes britànics de Nagpur i Wardha, pertanyé a l'antic regne de Vidarbha (Berar) que existia al segle ii aC i aquestos territoris van passar després als andhra (vers 113) i als rashtrakuta rajputs del Dècan (vers 750-1087) mentre al nord els Kalachuris de Chedi dels rajputs haihaya governaven sobre la vall del Narbada amb capital a Tripura (ciutat) o Karanbel segurament prop de Jubulpore, potser des del segle iii encara que no se'n sap res d'aquesta dinastia fins al segle ix; la darrera referència dels kalachuri és de 1181.

### Delsegleixalseglexiii
Entre els segles IX i XII Saugor i Damoh haurien format part dels reis chandela rajputs de Mahoba i pel mateix període la fortalesa d'Asirgarh estava dominada per rajputs chauhans. Entre els segles xi i xiii la dinastia dels Paramara de Malwa es va estendre sobre la part occidental de la vall del Narbada i una inscripció trobada a Nagpur i datada el 1104 o 1105 demostra que almenys un rei Paramara, Lakshman Deva, va dominar la plana de Nagpur; a Chhattisgarh una segona dinastia rajput haihaya, potser emparentada a la de Chedi, governava a Ratanpur i estenia la seva autoritat a gran part dels territoris dels que foren els districtes britànics de Raipur i Bilaspur.

### Segles XIV i XV
Ferishta, l'historiador persa, parla de la regió, Gondwana, amb un regne suposadament dels gonds al segle XIV, amb seu de Kherla, a la plana de Satpura. El primer rei conegut, Narsingh Rai, és de 1398 i per un temps van mantenir una precària independència contra els sobirans de Malwa i els sultans bahmànides, als que van saber enfrontar entre si mateixos. Narsingh Rai al front d'un exèrcit de cinquanta mil homes, fou derrotat i mort per Hoshang Singh, el rei de Malwa, que va fer un gran botí incloent 84 elefants. Finalment el 1467 Kherla va caure en mans dels bahmànides i la dinastia, després d'un darrer esforç va acabar desapareixent.

### Seglesxviixvii
Al segle XVI amb la decadència del poder musulmà a Malwa, Sangram Sah, el 47è raja gond de la linea de Garha-Mandla va estendre els seus dominis des de les muntanyes de Mandla, conquerint 52 garhs (fortaleses amb territori annex) en els posteriors districtes britànics de Sagar (Saugor), Damoh, Hoshangabdd, Narsinghpur i Jabalpur, a més de Mandla i Seoni. Aquesta dinastia s'hauria iniciat el 664 amb Jadho Rai, un aventurer rajput que havia entrat al servei d'un cap gond i es va casar amb la seva filla, sent finalment el seu successor, però no havia passat de ser un petit estat local fins al 1480 quan Sangram Sah va pujar al tron. Al mateix temps l'antiga línia dels Haihaibansi de Chhattisgarh va començar a tenir importància.
Al segle XVII els prínceps gond de Deogarh es van transformar de petits caps indígenes a una poderosa dinastia musulmana sota Bakht Buland que havia viatjat a Delhi i s'havia fet musulmà convidant al seu país a tècnics hindús per establir-se a la plana on es va fundar la ciutat de Nagpur on el seu successor va fixar la capital. El regne de Deogarh s'estenia pels que foren els districtes britànics de Betul, Chhindwara, Nagpur, i parts dels de Seoni, Bhandara i Balaghat.
Al sud del que foren les Províncies Centrals hi havia un altre estat, centrat a Chanda, que va emergir el segle XVI quan un dels seus prínceps, Babaji Ballal Shah va visitar Delhi; es diu que gaudia d'estatus de sobirà independent i que tenia un exèrcit de 40000 infants i 10000 cavallers. El seu regne estava format pel que foren els districtes de Chanda i part de Berar. El seu emblema era un lleó alat, i s'ha trobar als murs de Gawilgarh, una fortalesa que controlava les terres baixes.
En tot aquest temps Gondwana va gaudir d'independència i l'Imperi Mogol es va haver d'acontentar d'incloure nominalment el territori entre els seus tributaris, sense entrar mai en aquest país muntanyós i salvatge. Les nissagues de Garha-Mandla, Deogarh i Chanda es repartien el territori. Únicament Garha consta com inclosa a la suba de Malwa, però això sembla que fou teòric i els reis foren independents, i les intervencions mogoles es van limitar a algun conflicte successori o altres dificultats. Chanda i Deogarh, tot i que havien fet formal submissió a Delhi, foren encara més independents que els reis de Garha-Mandla. Tot i així els musulmans van intentar conquerir Gondwana: sota el successor de Sangram Sah rei de Garha-Mandla, la vídua Durgavati fou derrotada i morta per un general mogol (1564) i es va crear una suba (província) a Handia, que incloïa la part occidental del que fou el districte britànic d'Hoshangabad; els districtes de Saugor, Damoh i Bhopal foren també ocupats durant el segle XVI i una guarnició es va mantenir a Dhamoni al nord de Saugor. Nimar no formava part de Gondwana, i des de feia dos segles estava inclosa en els dominis farúquides de Khandesh, i amb aquest regne va passar a l'Imperi per conquesta d'Akbar el Gran el 1600. En el segle següent Berar va esdevenir una possessió dels mogols i en aquest temps Ashti i Paunar al districte de Wardha, i Kherla al de Betul, foren els quarters generals dels oficials musulmans (durant el regnat de Jahangir). El domini mogol s'estenia per una franja al límit occidental de Gondwana però el centre era dominat pels regnes gonds i pels haihauvansi rajputs a Chhattisgarh. Els territoris fronterers dels rages gond estaven governats en feu per caps que pagaven un tribut i aportaven tropes.
Durant el segle XVII el cap rajput bundela Chhatarsal, va dominar una part de l'altiplà dels Vindhya i la vall del Narbada que pertanyien a Mandla (Garha-Mandla). El seu domini fou curt.
A Deogarh vers el 1600 va pujar al tron Koka Sah, fill i successor de Jatba. Al no pagar el tribut el general mogol Khan Dauran va devastar el territori i el 1637 va assetjar el fort de Bagpur. Koka va comprar la pau pagant 1,5 lakhs de rúpies i 170 elefants. Sota Shah Jahan Devagarh fou atacada dues vegades una per Shah Nawaz i una altra pel príncep (després emperador) Aurangzeb. Koka va tenir per successor a Bakht Buland que en la guerra de successió contra els seus germans fou expulsat de Deogarh però restaurat amb ajut d'Aurangzeb. Més tard el va succeir Chand Sultan.

### Seglexviii
El 1733 hi va haver una incursió maratha a Gondwana i el 1735 marathes pandits es van establir a Saugor. El 1739, poc després de la mort de Chand Sultan, l'hereu legítim Bahadur Sah, fou assassinat per Wali Sah, fill il·legítim de Chand, que va ocupar el poder. Bahadur tenia dos germans, Akbar i Burhan, però eren menors d'edat, i la mare Rani Ratankuvar va demanar ajut a Raghuji Bhonsle, un cap maratha de Berar que tenia grans aspiracions; es va traslladar a Bham, va derrotar a Wali i el va fer presoner; llavors va anar a Deogarh i va instal·lar a Burhan Sah, i en compensació va rebre de la rani un terç del regne. Burhan i el seu germà Akbar Sah no van tardar a enfrontar-se i Burhan va demanar altre cop l'ajut de Raghuji i aquest va aprofitar l'ocasió per establir el seu poder virtual sobre Deogarh (1742). El 1743 va establir la seva residència a Nagpur i el rei Burhan va quedar reduït a la posició de rei nominal. Entre 1742 i 1751 els Bhonsle es van estendre pel país i van imposar el seu domini sobre els tres regnes de la regió: Deogarh, Chanda i Chhattisgarh; la dinastia rajput de Chhatttisgarh fou suprimida el 1745 (el 1741 la seva capital Ratanpur havia capitular sense lluita davant el general maratha Bhaskar Pant).
El 1742 el peshwa maratha va avançar cap a Mandla i va aconseguir el tribut o chauth (una quarta part) que pujava a 4 lakhs de rúpies. La dinastia gond de Garha-Mandla, mantinguda com a tributària, va ser suprimida el 1781.
Raghuji Bhonsla havia fet una incursió al Carnàtic el 1740 i després en va fer altres cap a Bengala; això li va comportar la conquesta final de Cuttack i la promesa de 12 lakhs anuals d'Ali Werdi Khan, governador mogol de Bengala, en concepte de chauth (quarta part). Raghuji I va morir el 1755, i el regne va continuar la seva expansió. Els bhonsle havien mantingut als rages de Deogarh dels que oficialment es consideraven subordinats, per escapar a l'autoritat del peshwa maratha, però en la pràctica tots els afers importants foren consultats al peshwa de Poona i finalment el 1769 Janoji Bhonsle, fill de Raghuji, fou derrotat per forces combinades del peshwa i el nizam i va haver de reconèixer la supremacia del primer, assistir-lo personalment amb un contingent de sis mil homes i pagar un tribut de 5 lakhs.
El 1785 el raja de Nagpur, Mudhoji, va obtenir del peshwa la cessió del regne de Mandla (antic Garha-Mandla) que havia estat annexionat pel peshwa el 1781, a canvi d'un tribut de 27 lakhs. Entre 1796 i 1798 va adquirir Hoshangabad i gran part dels futurs districtes de Saugor i Damoh. Així el regne de Nagpur va arribar a la seva màxima extensió. Sota Raghuji II, successor de Mudhoji, el regne incloïa pràcticament tot el que sota els britànics foren les Províncies Centrals i Berar, i a més part d'Orissa i de Chota Nagpur. Disposava de 18.000 cavallers i 25.000 infants a més de 4000 àrabs. L'administració maratha fou efectiva: els caps tenien bones relacions amb els seus oficials, als que generalment estaven lligats per vincles familiars; van afavorir els petits camperols i van fomentar les seves explotacions, i encara que recaptadors insaciables, en general no foren cruels amb el poble.

### Seglexix
Les relacions de Nagpur amb els britànics havien estat generalment bones però el 1803 Raghuji II es va aliar amb Sindhia de Gwalior contra ells. Els caps aliats van ser derrotats decisivament a Assaye i Argaon i pel Tractat de Deogaon, Raghuji va haver de cedir Cuttack, Sambalpur i part de Berar i permetre el nomenament d'un resident britànic a la seva cort. En endavant Raghoji, que va rebre el malnom de "Gran Bania", es va recloure i va començar a carregar a la gent pagesa amb altes taxes, sense tenir en compte les necessitats i les possibilitats de la gent, amb l'única ànsia de recaptar diners.
Aviat la càrrega d'impostos va arruïnar als camperols del país que van abandonar les seves granges i es van unir a les bandes de lladres que assolaven el territori i que dia a dia augmentaven el seu nombre. Els seus campaments es van fixar a la vall del Narbada; la cavalleria d'aquestes bandes fou anomenada els pindaris, i van assolar una vegada i una altra el territori en partides de dos o tres mil homes; els pindaris no portaven ni tendes ni equipatge, saquejaven i vivien sobre el terreny i causaven un gran terror a la població. El 1816 va morir Raghoji II i el seu fill, un incapaç, fou eliminat ràpidament i assassinat pel noble i general Mudhoji, conegut com a Appa Sahib que va signar un tractat amb els britànics que mantindrien una força subsidiària al país. El 1817 va esclatar la guerra entre els britànic i el peshwa, i Appa Sahib es va posar al costat d'aquest darrer que li va conferir un títol. Les forces d'Appa Sahib foren decisivament derrotades a Sitabaldi i va haver d'evacuar Nagpur. A causa d'aquestes victòries la resta del Berar fou cedida al nizam i el territori del Narbada als britànics. Appa Sahbi for reconegut al tron breument.
El 1818 el país estava exhaust. Descobertes certes intrigues, Appa Sahib fou deposat i enviat en custodia a Allahabad, si bé pel camí es va poder escapar i arribar al Panjab. Un net menor d'edat, Raghoji III Bhonsle, fou posat al tron, i els dominis de Nagpur van quedar sota administració d'un resident, Sir Richard Jenkins. Els britànics van annexionar les regions de Sagar (Saugor) i Narbada (Nerbudda) i van començar a arranjar el que quedava del regne dels Bhonsle administrant el país en nom del menor Raghuji III fins que aquest va arribar a la majoria d'edat el 1830. A la seva mort el desembre de 1853 sense hereus el regne va passar als britànics seguint la doctrina del lapse. Durant aquest període l'estable govern britànic, i la moderació en les taxes, va fer prosperar al país.
Amb el territori del regne de Nagpur, el 1854 es va crear la província de Nagpur administrada per un comissionat dependent del govern general de l'Índia. Altres territoris ja eren britànics: parts de Saugor i Damoh, cedides pel peshwa el 1817, Mandla, Vetul, Celoni i la vall del Narbada, cedides per Appa Sahib el 1818; aquestos territoris britànics s'havien constituït el 1820 al Territori de Saugor i Nerbudda sota l'administració d'un agent del governador general; el 1835 es van formar les Províncies del Nord-oest i el territori hi fou inclòs; el 1842 es va produir la revolta bundela quan els terratinents rajputs van voler resistir ordes de les corts civils, i que no va poder ser reprimida fins al 1843, quan el Territori de Saugor i Nerbuddafou separat de les Províncies del Nord-oest i posat altre cop com entitat separada dependent del governador general; aquest canvi no va ser considerat satisfactori i el 1855 el territori fou reintegrat a les Províncies del Nord-oest.
El 1857 els districtes del nord foren afectats per incidents. Les unitat de natius a Saugor es van revoltar i els districtes de Saugor i Damoh van quedar sota el seu control. Les tropes natives de Jubbulpore s'hi van unir l'agost de 1857, però foren dominades per tropes que venien de Kamptee, a la presidència de Madras i aviat van recuperar el control de tots els districtes. Incidents aïllats es van produir a altres districtes. Sir Hugh Rose va marxar per Saugor al començament de 1858 i va conquerir les fortaleses de Rahatgarh i Garhakotii, derrotant els rebels en diversos enfrontaments, després del qual l'ordre va quedar restablert. Un intent de motí a Nagpur fou dominat des del començament.
Després del motí es va considerar que dos territoris separats sota el governador general (Nagpur i Sagar & Narbada) no es podien administrar adequadament i es va decidir crear una entitat provincial. Així els territoris britànics, la província de Nagpur i el territori de Sagar i Narbada, es van unir i van constituir la divisió administrativa de les Províncies Centrals el 1861.
El 1860 el nizam d'Hyderabad va cedir una franja de territori a l'esquerra del riu Godavari, regió abans anomenada districte d'Upper Godavari, amb sis talukes: Sironcha, Naogaon, Albaka, Cherla, Bhadrachalam i Rakapalli; les dues darreres foren transferides a la presidència de Madras el 1874 i les altres quatre foren agregades a les Províncies Centrals formant una subdivisió del districte de Chanda. El 1864 li fou incorporat el districte de Nimar i el 1865 li fou incorporat l'estat de Bijeraghogarh que havia estat confiscat el 1857. Als districtes britànics foren agregats administrativament 15 estats natius: 
- Al districte de Hoshangabad l'estat de Makrai
- Al districte de Chanda l'estat de Bastar
- Al districte de Raipur els estats de Chhuikadan, Kanker, Khairagarh i Nandgaon
- Al districte de Bilaspur els estats de Kawardha i Sakti
- Al districte de Sambalpur, els estats de Kalahandi, Raigarh, Sarangarh, Patna, Sonpur,

Rairakhol i Bamra
Formaven les províncies quatre divisions, cadascuna subdividida en districtes:
- Divisió de Nagpur:
  - Districte de Nagpur
  - Districte de Bhandara
  - Districte de Chanda
  - Districte de Wardha
  - Districte de Balaghat
- Divisió de Jabalpur
  - Districte de Jabalpur
  - Districte de Sagar
  - Districte de Damoh
  - Districte de Seoni
  - Districte de Mandla
- Divisió de Narbada
  - Districte d'Hoshangabad
  - Districte de Narsinghpur
  - Districte de Betul
  - Districte de Chhindwara
  - Districte de Nimar
- Divisió de Chhattisgarh
  - Districte de Raipur
  - Districte de Bilaspur
  - Districte de Sambalpur
- Estats natius:
  - Kalahandi (Karond)
  - Raigarh
  - Sarangarh
  - Patna
  - Sonpur
  - Rairakhol
  - Bamra
  - Sakti
  - Kawardha
  - Chhuikadan (Kondka)
  - Kanker
  - Khairagarh
  - Nandgaon
  - Makrai
  - Bastar

La superfície dels estats era de 74680 km² i la població (1881) d'1.709.720 habitants. La població dels districtes britànics era de 9.838.791 (el 1872 de 8.173.824). El nombre de pobles totals era de 45.854 incloent els estats de les quals 27.616 tenien menys de 200 habitants, i només 36 tenien entre cinc i deu mil habitants, 7 entre deu i quinze mil, 3 entre quinze i vint mil, 3 entre vint i cinquanta mil i 3 més de cinquanta mil. La superfície del territori britànic era el 1901 de 612.921 km² i la població de 9.216.185 habitants.

### Segle XX
L'1 d'octubre de 1903 Berar fou posada sota administració del comissionat de les Províncies Centrals i llavors es va anomenar a la província com "Províncies Centrals i Berar".
L'octubre de 1905 la major part del districte de Sambalpur amb cinc estats feudataris (Bamra, Rairakhol, Sonpur, Patna i Kalahandi) fou transferit a Bengala, mentre que cinc estats feudataris que abans estaven a la subprovíncia de Chota Nagpur a Bengala (els estats de Chang Bhakar, Korea, Surguja, Udaipur i Jashpur) foren transferits a les Províncies Centrals la població es va estimar en 10.847.325 habitants dels quals 9.216.185 vivien als territoris britànics i 1.631.140 als estats. El nombre de pobles era de 40.339 i hi havia (1905) 55 poblacions amb més de cinc mil habitants (Nagpur passava dels cent mil, Jubbulpore, Saugor, Kamptee, Burhanpur i Raipur passaven del 20.000, i 15 tenien entre 10 i 20 mil).
El 1935 la India Act va ser aprovada pel Parlament britànic, establint assemblees electes per persones amb determinats recursos (dones i pobres foren exclosos), a les províncies de l'Índia. Els estats feudataris deixaven de dependre del govern provincial i eren posats sota agències administrades per un agent del governador general i responsable davant aquest. A les eleccions del 1937 el partit del Congrés va obtenir la majoria i Narayan Bhaskar Khare fou nomenat ministre en cap, però va dimitir el 1938 i el governador va assolir el govern; a les segones eleccions fetes el 1946 el partit del Congrés va tornar a guanyar i Ravi Shankar Shukla esdevingué primer ministre.
El 15 d'agost de 1947, Índia accedí a la independència i les Províncies Centrals i Berar van formar una província del nou estat; els estats que n'eren part abans del 1936 i foren inclosos com a districtes. El 1950, en entrar en vigor la constitució, es van transformar en l'estat de Madhya Bharat (Índia Central o Índia Mitjana) que més tard, per unió al Bhopal (1956), va formar Madhya Pradesh (La Terra Central o la Terra del Mig).

## Administració
L'administració corresponia a un Comissionat en cap, ajudat per un secretari i un subsecretari. Estava subordinat al govern de l'Índia amb seu a Calcuta. El 1901 el govern corresponia a un Comissionat en cap, ajudat per tres secretaris, dos subsecretaris i un secretari assistent
Administrativament estava formada per quatre divisions cadascuna amb un comissionat al front. Cada divisió estava subdividida en districtes fins a un total de 18, administrats per un subcomissionat. Tenia 15 estats feudataris però 5 d'ells eren incorporacions noves el 1905 mentre 5 dels antics en foren separats.

## Llista de comissionats (des de 1920 governadors)
- 1850 - 1854 Charles G. Mansel, resident
- 1854 Charles G. Mansel
- 1854 - 1855 Edward King Elliot
- 1855 - 1860 G. Plowden
- 1861 - 1864 Edward King Elliot (segona vegada)
- 1864 - 1867 Sir Richard Temple
- 1867 - 1883 Sir John Henry Morris
- 1883 - 1884 William Bence Jones
- 1884 - 1885 Sir Charles Haukes Todd Crosthwaite
- 1885 - 1887 Dennis Fitzpatrick
- 1887 - 1889 Alexander Mackenzie
- 1889 - 1893 Sir Anthony Patrick Macdonnell
- 1893 - 1895 Sir John Woodburn
- 1895 - 1899 Sir Charles James Lyall
- 1899 - 1900 Sir Andrew Henderson Letih Fraser
- 1900 - 1902 Sir Denzil Charles Jelf Ibbetson
- 1902 - 1904 John Prescott Hewett
- 1904 - 1905 Frederic Styles Philpin Ley
- 1905 - 1906 John Ontario Miller
- 1907 - 1912 Reginald Henry Craddock
- 1912 - 1920 Sir Benjamin Robertson
- 1920 Sir Frank George Sly
- 1920 - 1925 Sir Frank George Sly
- 1925 - 1927 Sir Montagu Sherard Dawes Butler
- 1927 John Thomas Marten (interí)
- 1927 - 1932 Sir Montagu Sherard Dawes Butler
- 1932 Sir Arthur Edward Nelson (interí)
- 1932 - 1933 Sir Hyde Clarendon Gowan
- 1933 - 1936 Sir Montagu Sherard Dawes Butler (segona vegada)
- 1935 - 1936 E. Raghavendra Rao (interí)
- 1936 - 1938 Sir Hyde Clarendon Gowan (segona vegada)
- 1938 Hugh Bomford (interí)
- 1938 - 1940 Sir Francis Verner Wylie
- 1940 - 1946 Sir Henry Joseph Twynam
- 1946 - 1947 Sir Frederick Chalmers Bourne

## Ministres en cap
- 1937 - 1938 Narayan Bhaskar Khare, del Partit del Congrés
- 1938 - 1946 Govern del governador
- 1946 - 1947 Ravi Shankar Shukla, del Partit del Congrés